# Rosa Jiménez
Rosa Jiménez (auch: Maria Rosa Simeno) ist eine ehemalige rhythmische Sportgymnastin aus Spanien.

## Sportliche Karriere
Die Sportlehrerin Jiménez nahm gemeinsam mit ihren Landsfrauen Rosa Ascaso und Isabel Benavente an den ersten Weltmeisterschaften der Rhythmischen Sportgymnastik im Dezember 1963 in Budapest teil. Bei den Übungen ohne Handgerät und mit Handgerät belegte die Spanierin jeweils den letzten Rang unter 28 Teilnehmerinnen, auch im Einzelmehrkampf kam Jiménez auf den 28. Platz.

## Teilnahme an internationalen Meisterschaften
- WM 1963 (Budapest): 28. ohne Handgerät (8,133), 28. mit Handgerät (8,400), 28. Einzelmehrkampf (16,533 Punkte)